# ولسوالی نهر شاهی
نهر شاهی یکی از ولسوالی‌های ولایت بلخ درشمال افغانستان است با جمعیت نزدیک به ۴۳٬۷۰۰ نفر.